# Nádas László
Nádas László (Szeged, 1936. február 4. – Budapest, 2022. október 23.) formatervező, iparművész.
Édesapja, id. Nádas László gépészmérnök, tanár; édesanyja Nyéki Ilona. Budapesten élt, de sok időt töltött balatoni családi nyaralójában.

## Iskolai tanulmányai
1956-ban a Magyar Iparművészeti Főiskolára felvételt nyer a díszítőszobrász szak formatervező tagozatára, mesterei Borsos Miklós és Dózsa Farkas András.

## Elismerései
1963-ban Budapesti Nemzetközi Vásár-nagydíjat kapott, 1968-ban a Legszebb műanyag termék díját nyerte el, a Nemzetközi Kerékpár Pályázat III. díját csoportban nyerte el, Környezettervezési pályázat II. díjával jutalmazták Dunaújvárosban, 1979-ben Munkácsy Mihály-díjjal tüntetik ki, az Inter Play Expo elismerő diplomáját is megkapja.

## Munkássága
1973–77 között a Magyar Képzőművészek és Iparművészek Szövetsége ipariforma szakosztályának titkára; 1987–93 között a Magyar Iparművészeti Főiskola formatervezési tanszékének adjunktusa; 1994-től az Arbor Művészeti Stúdió művészeti vezetője. Szerszámok, járművek, használati eszközök, játékok, játszóterek és más, legkülönbözőbb tárgyak megalkotója. Ugyanakkor a természet szerelmese, a balatoni bukolikus táj gondolatgazdag szemlélője, a hozzá közel álló szakrális és mitologikus témák megközelítője, a történelem hiteles tanúja és az emberi kapcsolatok elmélyült ábrázolója, igazi rajzművész.

## Könyvei
Feleségével, Antoni Rozáliával közösen írt könyvük az 1987-ben megjelent Filcből, fából.
2006-ban 1956-tal kapcsolatos grafikáiból és történeteiből állított össze könyvet Palackposta... Levél Rozikának a múltról és 1956-ról címmel.
2015-ben jelent meg összefogó, életét és munkásságát bemutató könyve rajzaival illusztrálva, ÉletRajz címmel (szöveg Nádas László, Feledy Balázs, Görbe László).